# Halimium ocymoides
La alcayuela  (Halimium ocymoides) es una especie  de la familia Cistaceae. 

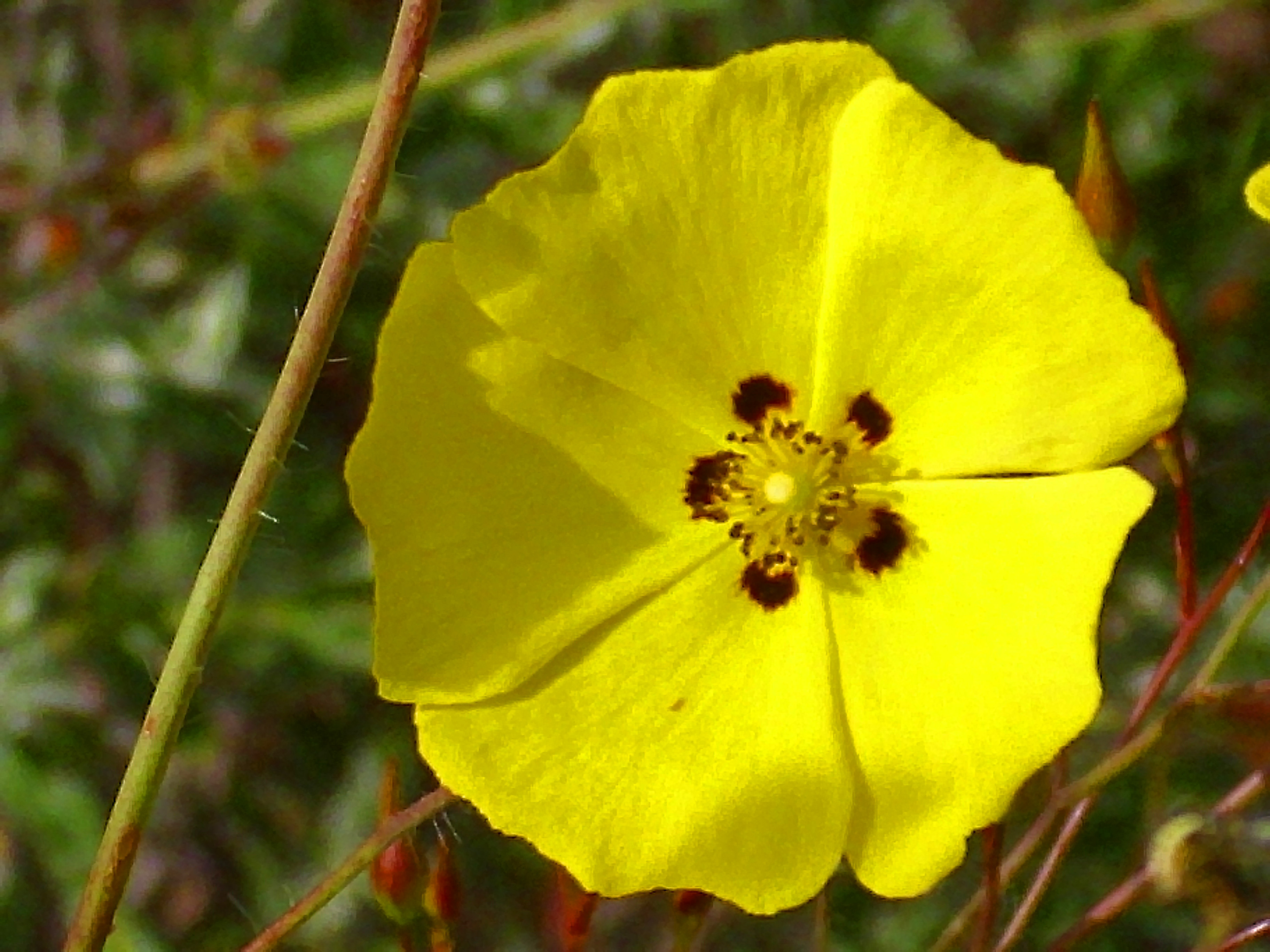
Detalle de la flor

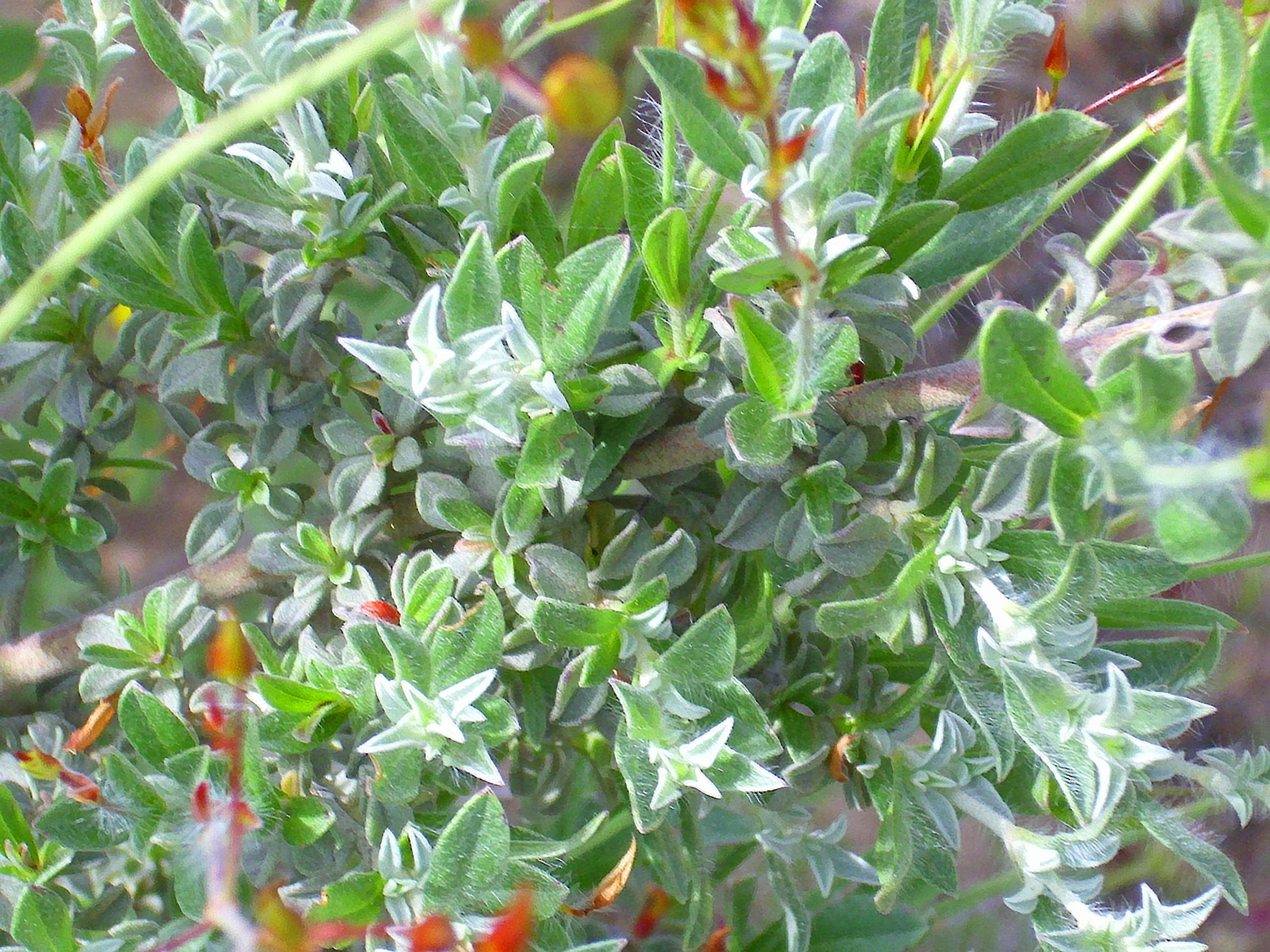
Detalle de las hojas

## Descripción
Mata o arbusto de hasta 1 m, abundantemente ramificado, con pelos estrellados y simples. Hojas de hasta 2,5 (-3,5) cm, cortamente pecioladas, estrechamente obovadas o lanceoladas, verdosas, escasamente tomentosas. Inflorescencias en cimas laxas paniculadas. Sépalos 3, con pelos simples glandulares rojizos y eglandulares. Pétalos de 1-2 cm, amarillos, con una mancha oscura en la base.

## Distribución y hábitat
Endemismo ibérico-magrebí. Crece en jarales y brezales en áreas algo húmedas con influencia atlántica. Florece y fructifica desde el invierno y hasta el verano.

## Taxonomía
Halimium ocymoides fue descrita por (Lam.) Willk. y publicado en Prodr. Fl. Hispan. 3: 715 1878.
Citología
Número de cromosoma de Halimium ocymoides (Fam. Cistaceae) y táxones infraespecíficos: 
2n=18
Etimología
Halimium: nombre genérico que proviene del griego hálimon, latinizado halimon = principalmente la orgaza o salgada (Atriplex halimus L., quenopodiáceas). Seguramente Dunal creó este nombre seccional del género Helianthemum, porque una de sus especies más características –Halimium halimifolium (L.) Willk.; Cistus folio Halimi de Clusio– tiene las hojas semejantes a las del halimon.
ocymoides: epíteto latino
Sinonimia
- Cistus algarvensis Sims in Curtis
- Cistus elongatus Vahl
- Cistus ocymoides var. sampsucifolius (Cav.) Steud.
- Cistus ocymoides Lam.
- Cistus sampsucifolius Cav.
- Halimium heterophyllum Spach
- Helianthemum algarvense (Sims) Dunal in DC.
- Helianthemum candidum Sweet
- Helianthemum elongatum (Vahl) Pers.
- Helianthemum heterophyllum var. candidum (Sweet) Steud.
- Helianthemum heterophyllum Steud.
- Helianthemum ocymoides (Lam.) Desf.
- Stegitris algarvensis (Sims) Raf.

## Nombres comunes
- Castellano: alacayuela, albahaca de sol, alcalluela, alcayuela, blancarejo, blanquecina, chaguarcera, chaguarzo, chaguazo, de la renuncia, estepa blanca, flor de la renuncia, hogarzo blanco, huagarzo blanco, jaguarzo, jaguarzo fino, jara blanca, jara de flor amarilla, lancarejo , pitillo, quirihuela, quirivel, quirola, quiruela, taramilla, yerba de la renuncia.[6]